# Ignacio Cervantes Kawanagh
Ignacio Cervantes Kawanagh (Havana, 31 juli 1847 — Aldaar, 29 april 1905) was een Cubaans componist en pianist. De stijl van Cervantes kenmerkt zich als een hybride van Europese salonmuziek met Cubaanse ritmes.

## Opleiding
Cervantes studeerde onder Cubaans componist Nicolás Ruiz Espadero, en bezoekend Amerikaans componist Louis Moreau Gottschalk. Deze laatste overtuigd Cervantes ervan om muziek te gaan studeren aan Conservatoire de Paris te Parijs onder de Franse componisten Charles-Valentin Alkan en Antoine François Marmontel. Tijdens zijn verblijf in Parijs trad hij onder andere op met de Zweedse sopraan Kristina Nilsson en de Italiaans-Franse Sopraan Adelina Patti.

## Ballingschap en vlucht voor de oorlog
Cervantes verliet Cuba in 1875, dit na een waarschuwing van de gouverneur-generaal: deze had ontdekt dat Cervantes overal in het land concerten had gegeven om geld in te zamelen voor de rebellen tijdens de eerste onafhankelijkheidsoorlog, beter bekend als Tienjarige Oorlog (1868-1878), van het Spaanse Rijk. Tijdens zijn zelfverkozen ballingschap bleef Cervantes geld inzamelen door concerten te geven in de Verenigde Staten en Mexico. Dit bleef hij doen tot het Pact van Zanjón werd getekend in 1878 en een einde maakte aan de oorlog. Daarop keerde hij terug naar Cuba, maar vertrok weer in 1895, toen de derde onafhankelijkheidsoorlog, de Cubaanse Onafhankelijkheidsoorlog, uitbrak.

## Productie
Cervantes schreef één opera (Maledetto, 1895), diverse kamermuziekstukken (Scherzo cappricioso, 1885), zarzuela's en de beroemde eenenveertig Danzas Cubanas. Hij dirigeerde ook voor het operagezelschap van het Payret Theater in Havana. Zijn Fusión de Almas was geschreven voor zijn dochter, María Cervantes (1885-1981), die een bekende pianiste, componiste en zangeres werd.

## Trivia
- In 1997 brachten de Cubaanse posterijen een postzegel uit ter ere van Cervantes. Op de postzegel staat een portret en een fragment uit de muziek van La Solitaria. De postzegel was onderdeel van een serie gewijd aan componisten waarin ook onder andere Mozart en Bach zijn opgenomen.[5]

- Biblioteca Nacional de España: XX1275813
- Bibliothèque nationale de France: cb13984685m (data)
- CiNii: DA12239523
- Gemeinsame Normdatei: 13629751X
- International Standard Name Identifier: 0000 0001 1027 9971
- Library of Congress Control Number: n90707953
- Nationale Bibliotheek van Letland: 000305943
- MusicBrainz: 0836f513-b371-4810-a87e-0dd316340560
- Nationale Bibliotheek van Tsjechië: jn20000601161
- Nationale Bibliotheek van Israël: 987007286167005171
- Nederlandse Thesaurus van Auteursnamen: 104081317
- Système universitaire de documentation: 162123477
- Virtual International Authority File: 61740671
- WorldCat: E39PBJpjbTtQWkvKtrMr9xmfMP